# Clifton Suspension Bridge

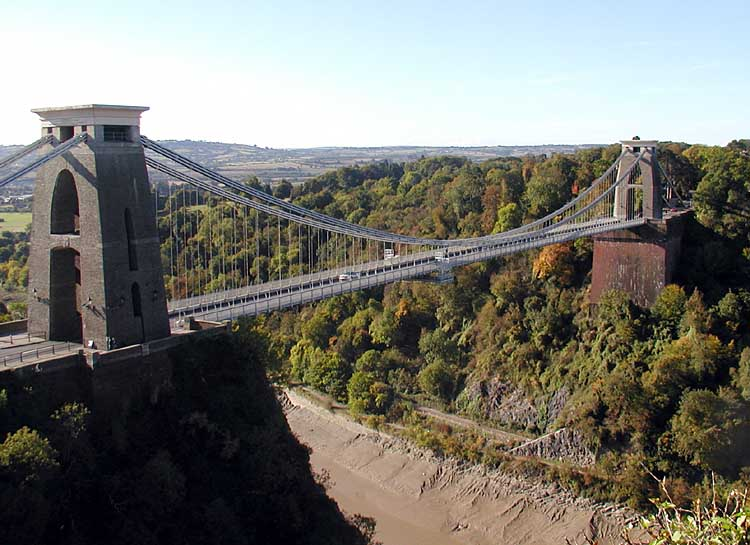
De Clifton Suspension Bridge over de Avon bij Bristol

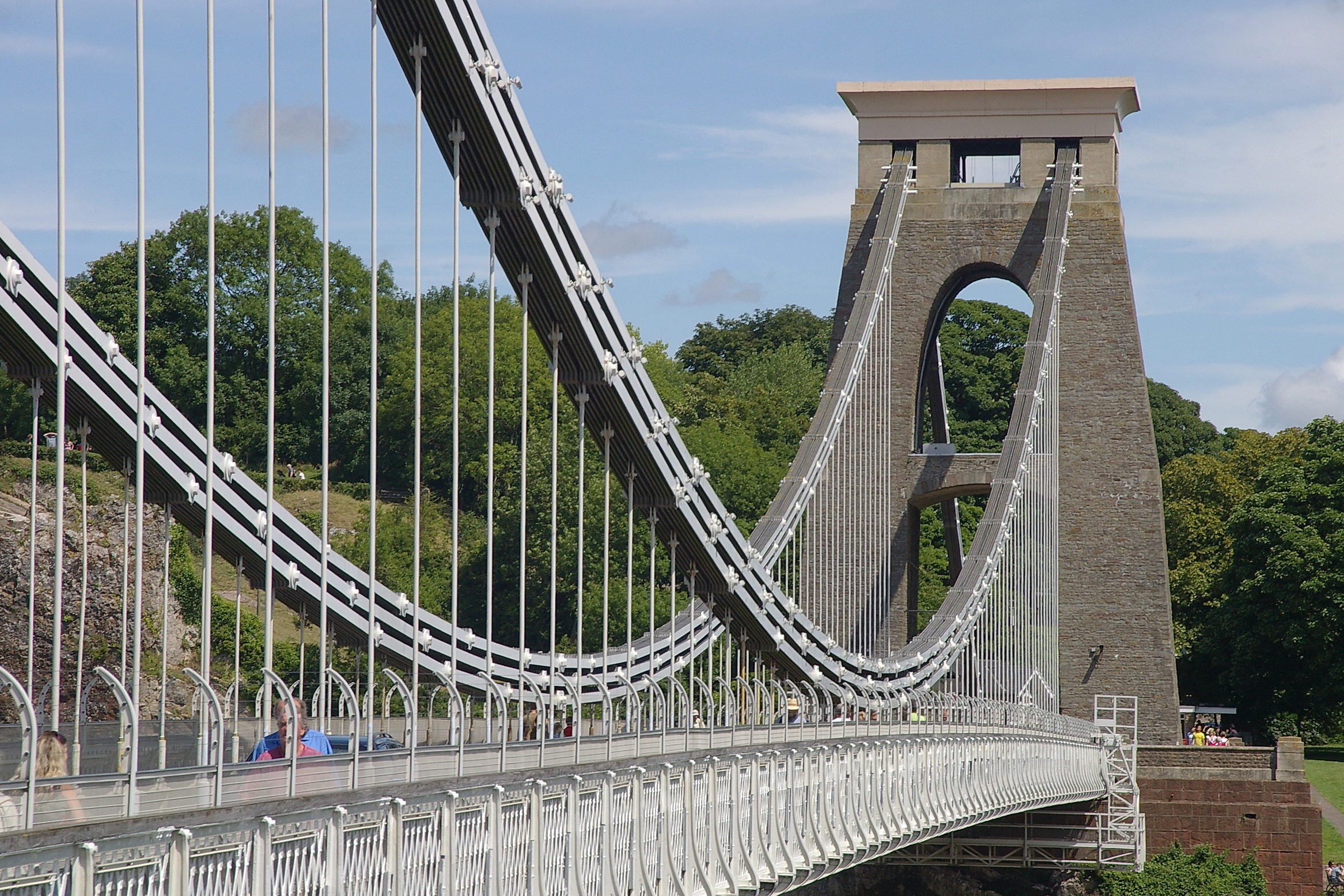
De Clifton Suspension Bridge

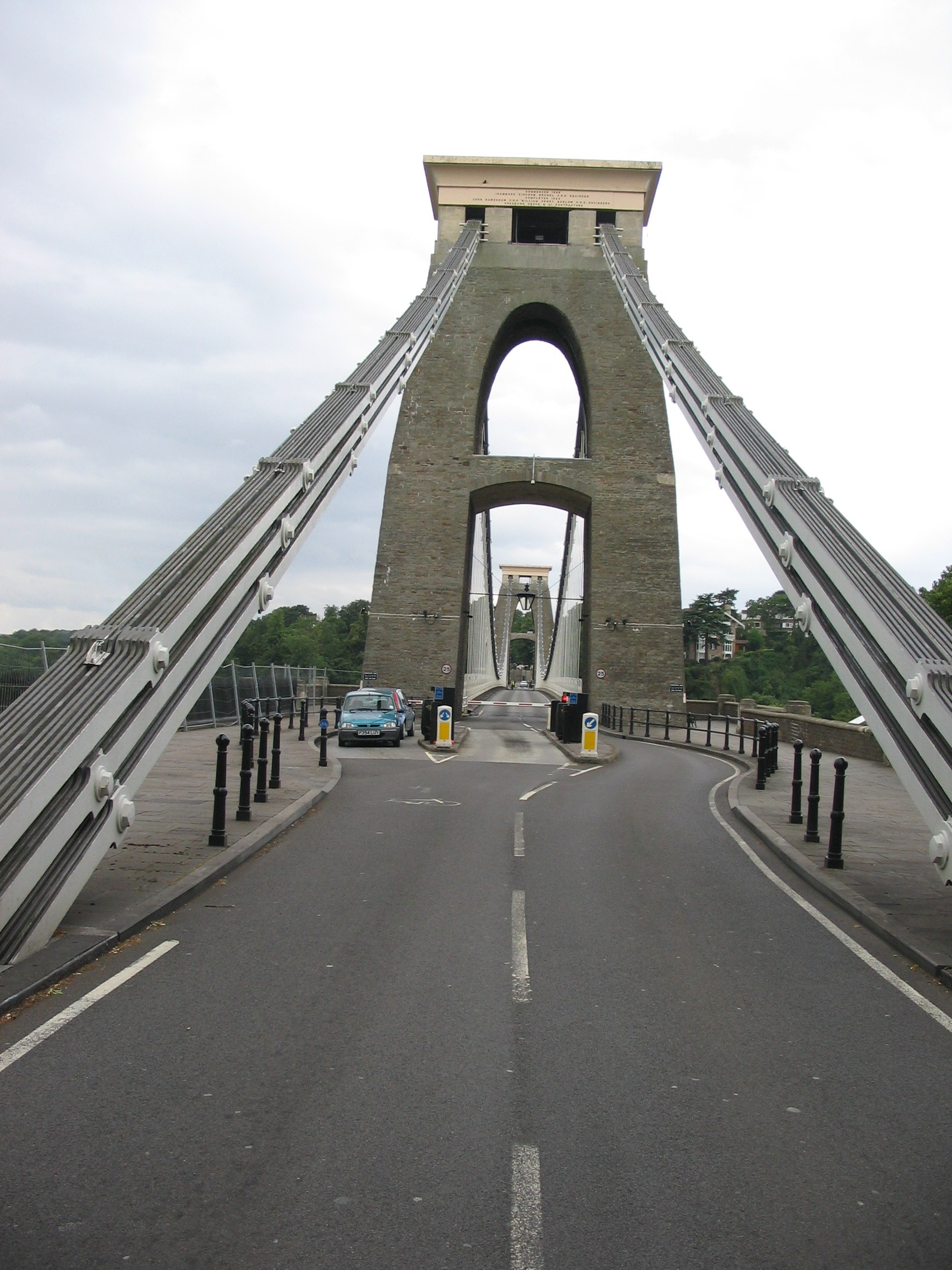
De weg over de brug vanaf de noordzijde

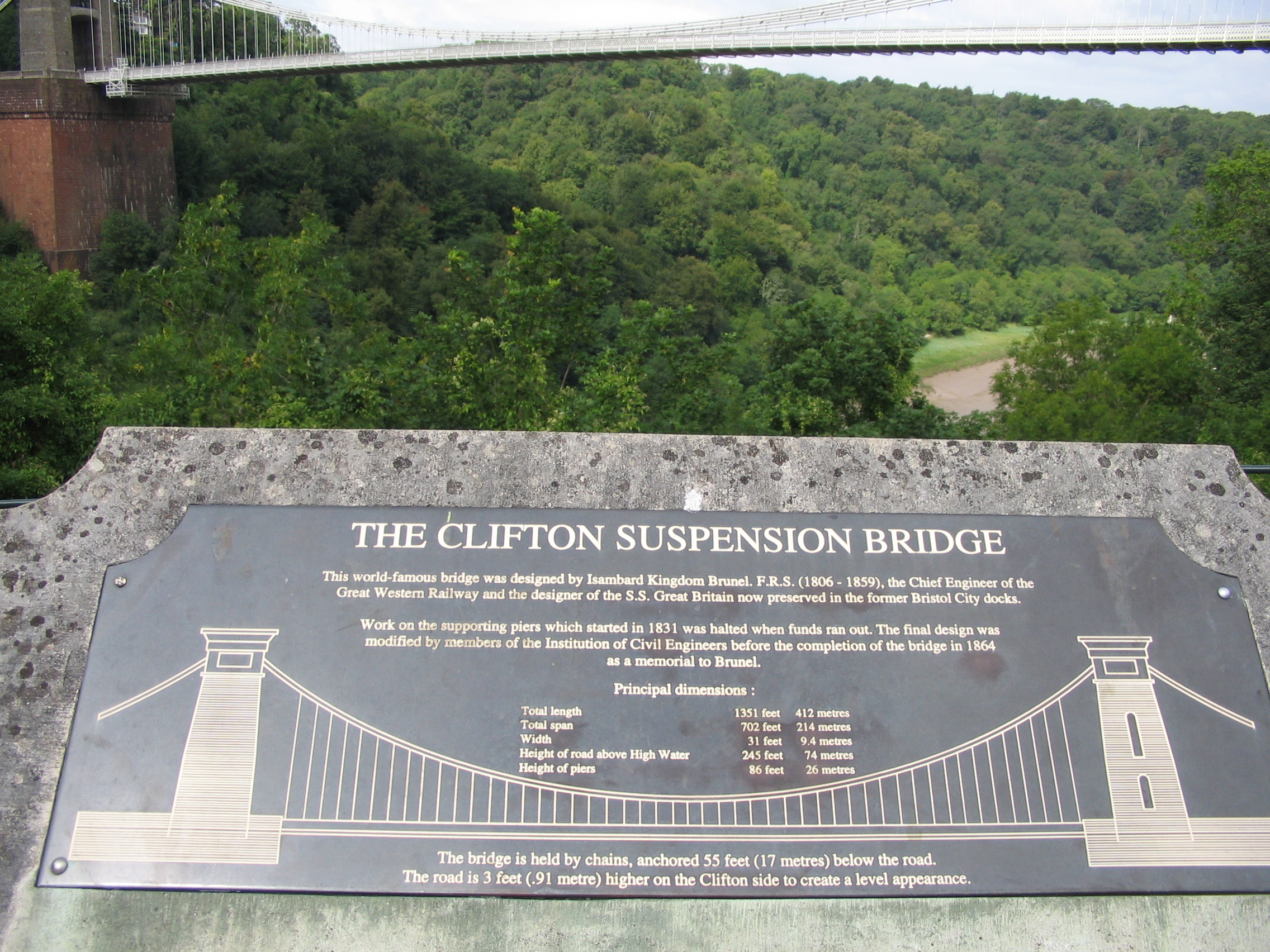
Herdenkingsplaat bij het uitzichtpunt

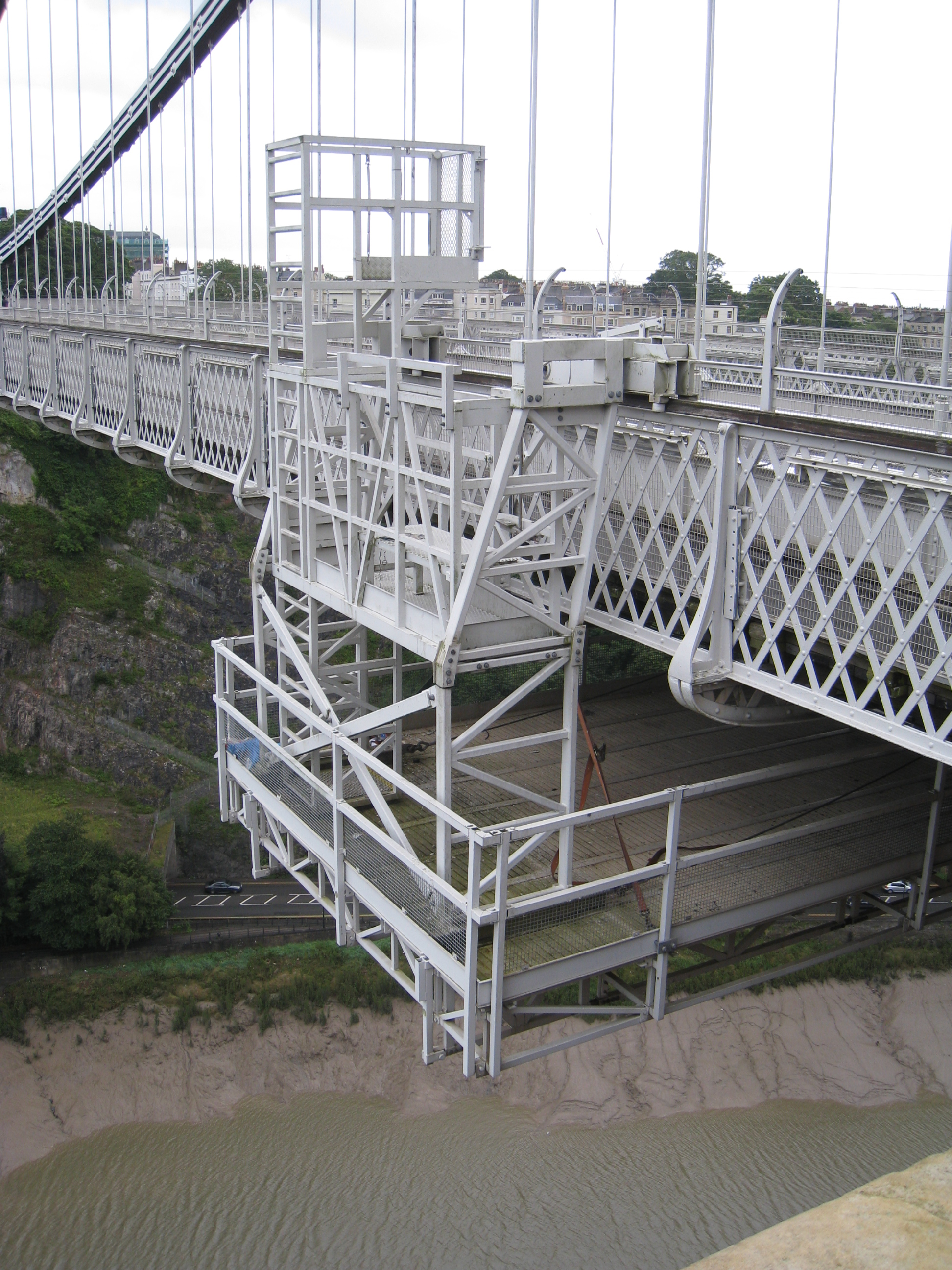
Brug onderhoud wieg

De Clifton Suspension Bridge is een hangbrug die het kloofdal van de Avon overspant in Bristol (Verenigd Koninkrijk). De brug werd ontworpen door Isambard Kingdom Brunel, maar de bouw werd pas voltooid in 1864, na zijn dood. De brug wordt beschouwd als het waarmerk van de stad en is ondertussen beschermd als monument.

## Geschiedenis
Het idee om een brug te bouwen over de Avon vindt zijn origine bij een plaatselijke zakenman William Vick. Hij overleed in 1754 en liet een bedrag van 1000 pond sterling na. In zijn testament stond de instructie dat een stenen brug gebouwd zou worden tussen Clifton Down en Leigh Woods zodra het kapitaal aangegroeid zou zijn tot £ 10.000. Rond 1820 was het bedrag al opgelopen tot £ 8000, maar de kosten voor een brug werden toen begroot op tien keer dit bedrag.
In het parlement een wet aangenomen om een smeedijzeren tolbrug te bouwen zodat de kosten konden terugverdiend worden. In 1829 werd een wedstrijd uitgeschreven voor een ontwerp. Er kwamen 22 inzendingen waarvan vier van Isambard Kingdom Brunel. De bekende ingenieur Thomas Telford die de voorstellen moest beoordelen, verwierp alle plannen en probeerde een eigen, erg duur, ontwerp door te drukken. Toen dat mislukte, werd een nieuwe wedstrijd georganiseerd met een nieuwe jury. Van de inzendingen werden er vijf geselecteerd voor nader onderzoek. De jury bestaande uit Davies Gilbert en John Seaward kozen uiteindelijk voor een ontwerp van Brunel. Op 16 maart 1831 werd Brunel aangewezen als hoofdingenieur voor de te bouwen brug die naar schatting £ 57.000 zou kosten.
De eerste steen werd gelegd op 21 juni 1831. Daarna lag het werk stil vanwege de Bristol riots die het vertrouwen in Bristols toekomst als handelsstad grondig ondermijnden. Het werk werd pas hervat in augustus 1836, waarna bleek dat het kapitaal van de nalatenschap en de verdere investeringen ruimschoots tekortschoten om de brug te voltooien. In 1843 waren de torens gebouwd, maar was het geld op. Het ijzerwerk werd in 1851 verkocht om de Royal Albert Bridge, een ander ontwerp van Brunel, op de spoorlijn Plymouth-Saltash te bouwen.
Brunel stierf in 1859 zonder de brug voltooid te hebben gezien. Brunels collega's in het Institution of Civil Engineers vonden dat de verdere afwerking een passend monument zou vormen en begonnen nieuwe fondsen te verzamelen. In 1860 werd Brunels Hungerford Suspension Bridge over de Theems in Londen afgebroken voor de bouw van een nieuwe spoorwegbrug. De kettingen van deze brug werden aangekocht voor gebruik bij de bouw van de hangbrug in Bristol. Een licht aangepast ontwerp met een breder, hoger en steviger brugdek dan Brunel gepland had, werd uitgewerkt door William Henry Barlow en John Hawkshaw. Drievoudige in plaats van dubbele kettingen werden voorzien en de ruwe steen van de torens werd behouden zonder de afwerking in Egyptische stijl die Brunel uitgetekend had. De werken werden weer opgestart in 1862 en twee jaar later werd de brug geopend voor het verkeer.
Sindsdien is de brug ononderbroken in gebruik geweest. De brug is ondertussen tolvrij voor fietsers en voetgangers, voor voertuigen is er een tol van £ 1. Op 18 april 2006, naar aanleiding van de 200e verjaardag van Brunels geboorte, werd een nieuwe led-lichtinstallatie in gebruik genomen die de brug 's nachts verlicht.

## Technische gegevens
- Totale lengte van de brug tussen de verankeringspunten: 412 meter (m)
- Totale lengte van de brug tussen de pijlers: 214 m
- Totale breedte van de brug: 9,4 m
- Hoogte van de pylonen: 26 m
- Hoogte van de draagtafel boven de rivier: 74 m
- In januari 2007 werd het tolgeld verhoogd tot 50 pence in plaats van 30 pence. In oktober 2009 was dit gestegen tot 60 pence en sinds april 2014 is het £ 1.

## Trivia
- De brug heeft een reputatie als zelfmoordplek. Reeds in 1885 poogde de 22-jarige Sarah Ann Henley zich van het leven te beroven door een sprong van de brug.[2] Haar wijde rokken bolden echter op als een parachute, de vrouw overleefde de val en overleed 62 jaar later op 85-jarige leeftijd. Tussen 1974 en 1993 waren er 127 zelfmoorden van de brug. Om die reden werden er noodtelefoons geplaatst bij de brug met een directe lijn naar The Samaritans. De telefoontoestellen werden echter al snel gevandaliseerd, waarna bordjes met het telefoonnummer werden geplaatst.
- Samantha, de jongste dochter van de zangeres Shirley Bassey werd dood aangetroffen in de rivierbedding dicht bij de brug in 1985. Onderzoek kon geen kwaad opzet aanduiden, noch waren er breuken in haar gebeente. Shirley Bassey heeft er altijd op gestaan dat de dood van haar dochter geen zelfmoord was.
- Op 26 november 2003, werd de brug overvlogen door de allerlaatste vlucht van de Concorde.[3]
- In 2003 werd de brug dermate belast door het gewicht van de massa mensen op de terugweg van het Ashton Court festival en het Bristol International Balloon Fiesta dat beslist werd de brug voortaan te sluiten voor alle verkeer, inclusief voetgangers, tijdens de duur van beide evenementen.